# フリップターン

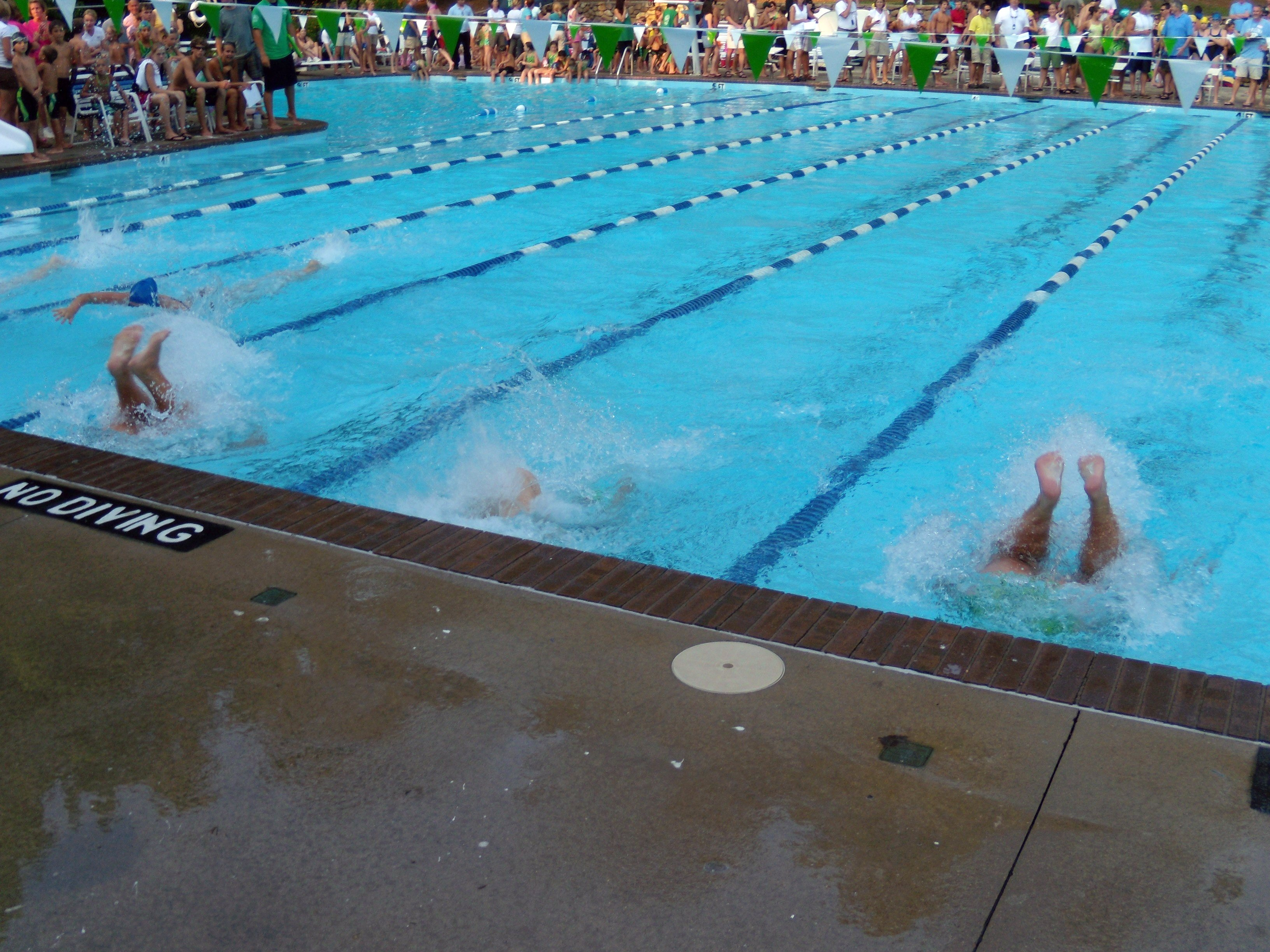
クロールのレース中にフリップターンを行う選手

フリップターンは壁に向かって進んでいる最中に水中で宙返りをすることで行うことができる。この動きは胴体を前方に投げ出すこと、臀部を軸に体を回転させ始めることを伴う。180度の回転を完了した後、ストリームラインの大勢で泳者は壁を蹴って行き、ターンを終える。

フリップターン（英語:tumble turnまたはflip turn）は水泳におけるターンの方法の一つで、人が泳いでいる最中に方向を転換するために用いられる。水泳プールの端に泳者が到達したが、まだ泳ぐべき距離が片道以上残っている場合に行われる。
国際水泳殿堂はこの技術の発展を1934年に行われたアマチュア運動連合のアメリカ合衆国国内大会におけるアルバート・ジョセフ・ヴァンデ・ウェグに結びつけている。以前、国際水泳殿堂はフリップターンの発明を誤って1936年ベルリンオリンピックに向けてアドルフ・キーファーに対するトレーニングを行っていたテキサス大学オースティン校の水泳コーチ、テックス・ロバートソンに結びつけていた。
フリップターンは通常、自由形または背泳ぎのレース中にのみ行われる。バタフライと背泳ぎのレースでは、規則上、競技者は次のラップのために方向転換を行う前に両手で同時にプールの端の壁に触れなければならない。バタフライや平泳ぎのレースでも規則に従った上でフリップターンを行うことは可能ではあるが、より一般的なのはオープンターンと呼ばれる方法で、次のラップを始める前に左または右に曲がる方法である。
個人メドレーの場合は泳者のターン前とターン後の泳法の組み合わせの順序に応じて様々なターンの方法がある。アメリカ合衆国の泳法とターンに関する規則では、それぞれの泳法の境界におけるターンの方法は以下のように行わなければならない。
1. バタフライから背泳ぎに移る場合には両手で壁に触れてオープンターンを行う。規則に従ったタッチが一旦行われれば、泳者はどのような方法でその後のターンを行っても構わないが、泳者が壁を離れる際には両肩は背中の延長の垂直線上、またはそれより前方にある必要がある。
2. 背泳ぎから平泳ぎに移る場合には泳者はまず背中の上で壁に触れなければならない。規則に従ったタッチが一旦行われれば、泳者はどのような方法でその後のターンを行っても構わない。
3. 平泳ぎから自由形に移る場合には両手で壁に触れてオープンターンを行う。規則に従ったタッチが一旦行われれば、泳者はどのような方法でその後のターンを行っても構わない。